# Địa phương quân và nghĩa quân
Địa phương quân và Nghĩa quân (danh xưng ban đầu là Bảo an và Dân vệ), (tiếng Anh: Regional Forces and Popular Forces, Rough Puffs / PF's), hay Tiểu đoàn Địa phương quân (tiếng Anh: Regional Forces Battalion, RFB) là Lực lượng tự vệ và chiến đấu được vũ trang gần bằng các đơn vị Chủ lực, trực thuộc các Tiểu khu (Tỉnh) của Quân lực Việt Nam Cộng hòa, hoạt động ở khu vực nội, ngoại thành và nông thôn trong suốt thời kỳ Chiến tranh Việt Nam.

## Lịch sử hình thành
A. Địa phương quân:
Bảo an đoàn được thành lập năm 1955 trên cơ sở thống nhất các Lực lượng cảnh bị cũ ở các Phần hoặc Miền: Bảo chính đoàn ở Bắc Việt, Nghĩa dũng đoàn ở Trung Việt, Việt binh đoàn ở Nam Việt của Quốc gia Việt Nam, thu nạp thêm một bộ phận các tín đồ Thiên Chúa giáo Miền Bắc di cư vào Nam năm 1954. Trong thời gian từ ngày 8 tháng 4 năm 1955 Lực lượng Bảo an đoàn trực thuộc Bộ Nội vụ Việt Nam Cộng hòa.
Bảo an và Dân vệ là chiến sĩ làm nhiệm vụ Cảnh sát Hành chính ở miền Nam Việt Nam, hoạt động giữ gìn trật tự trị an ở từng Địa phương (bao gồm nông thôn, thành thị, đồng bằng, cao nguyên, sông ngòi và hải đảo). Tổ chức đầu tiên là Nha Tổng giám đốc Bảo an gồm có nhiều Sở. Mỗi Phần hoặc Miền tổ chức một Nha. Mỗi tỉnh có một Tỉnh đoàn Bảo an.
Đến ngày 19 tháng 11 năm 1955, Bảo an đoàn trực thuộc Phủ Tổng thống. Tháng 11 năm 1960, chuyển sang trực thuộc Bộ Quốc phòng.
Ngày 1 tháng 5 năm 1964, Bảo an đoàn đổi tên thành Địa phương quân và tổ chức thành các Đại đội (khoảng 100 người). Cùng thời điểm Nha Tổng giám đốc Bảo an đổi tên thành Bộ chỉ huy Trung ương, sau đó là Bộ tư lệnh Địa phương quân và Nghĩa quân.
Từ đây, Địa phương quân và Nghĩa quân trực thuộc Bộ Tổng tham mưu, hoạt động trên các Quân khu và dưới quyền điều động trực tiếp của các Tiểu khu, Chi khu (Quận). Các Đại đội được nâng lên cấp Tiểu đoàn, rồi Liên đoàn.
Địa phương quân có nhiệm vụ tảo thanh, tiêu diệt các đơn vị du kích và bộ đội địa phương của địch quân tại khu vực trách nhiệm. Hỗ trợ Nghĩa quân giữ an ninh làng, xã. Ngăn chặn các trục giao liên, vận chuyển của địch. Phá vỡ các cơ sở địa phương và cơ cấu kinh tài của địch.
B. Nghĩa quân:
Tiền thân của Nghĩa quân là Dân vệ đoàn được thành lập để thay thế các Tự vệ Hương thôn và bảo vệ an ninh xã, ấp.
Tổ chức Dân vệ thành một Nha Trung ương rồi xuống Khu Thanh tra Dân vệ, Phòng Dân vệ Tỉnh, Phòng Dân vệ Quận và Xã đoàn Dân vệ. Về sau trực thuộc Nha Tổng Giám đốc Bảo an.
Ngày 12 tháng 5 năm 1964, Dân vệ đoàn đổi tên thành Nghĩa quân. Tổ chức đến cấp Trung đội và Liên Trung đội. Nhiệm vụ chính hoạt động trong phạm vi cấp Chi khu, Phân chi khu (Xã).

## Cơ cấu Tổ chức
Địa phương quân trực thuộc các Tiểu khu, nên tùy tình hình, phương tiện và nhân sự địa phương, cách tổ chức có thể được các Tiểu khu linh động thay đổi nên khác nhau ít nhiều. Chức vụ cao nhất là Tiểu đoàn trưởng, thường là cấp Đại úy hoặc Thiếu tá. Sau tổ chức thêm cấp Liên đoàn (hoặc Bộ chỉ huy Chiến thuật), chỉ huy thường là cấp Trung tá với chức danh: Chỉ huy trưởng Bộ chỉ huy Chiến thuật hoặc Liên đoàn trưởng.
Trong Bộ chỉ huy Tiểu đoàn có Sĩ quan Trợ y, thuộc cấp số đơn vị, có đơn vị gia binh trong Hậu cứ. Mỗi Đại đội có một Hạ sĩ quan làm Y tá Đại đội. Sĩ quan Pháo binh không thuộc cấp số đơn vị, chỉ khi nào Tiểu đoàn đi hành quân, sĩ quan Pháo binh mới có mặt với hiệu thính viên riêng để liên lạc trực tiếp với Pháo binh yểm trợ. Hành quân xong, ông ta trở về căn cứ Pháo binh. Trong trường hợp cần yểm trợ bằng Không quân, Tiểu đoàn phải liên lạc qua Tiểu khu, và Tiểu khu liên lạc với Căn cứ Không quân.
Mỗi Tiểu đoàn có năm Đại đội, gồm bốn Đại đội tác chiến và một Đại đội chỉ huy. Mỗi Đại đội có bốn Trung đội, gồm một Trung đội đại liên (vũ khí nặng) và ba Trung đội vũ khí nhẹ. Quân số mỗi Đại đội, trên cấp số là 108 người, nhưng trên thực tế có mặt ngoài chiến trường chỉ vào khoảng 60 đến 70 người. Số còn lại nghỉ bệnh, đi phép, hoặc bị thương, tử trận chưa kịp bổ sung. Quân số hành quân của Tiểu đoàn trung bình khoảng 300.
Địa phương quân không có ban truyền tin riêng, nhưng máy PRC-25 được trang bị đầy đủ, do chính các binh sĩ trong Tiểu đoàn đảm trách.
Mỗi Tiểu khu có một số Tiểu đoàn lưu động, một số có hậu cứ, số còn lại sau những ngày hành quân, kéo ra đóng dài theo các trục lộ, vừa dưỡng quân vừa giữ an ninh khu vực. Các Tiểu đoàn cố định khác chịu trách nhiệm hẳn một vùng, coi đồn, giữ cầu đường hay đóng chốt trên các trục chuyển quân của địch quân.
Phần lớn các đồn lớn là của Địa phương quân, do Tiểu khu và Chi khu điều khiển. Các đồn nhỏ do Phân chi khu, giao cho Nghĩa quân phụ trách. Chính hai thành phần này mới là những người bám rễ giữ đất, chịu nhiều gian khổ và thương vong nhất trong cuộc chiến bảo vệ lãnh thổ.
Các đồn lớn thường đóng trong vùng an ninh, giữ cầu, bảo vệ các cơ sở hành chính. Tại đây, binh lính được ra vào thoải mái, chỉ thỉnh thoảng mới phải hành quân dã trại, hoặc tổ chức phục kích quanh đồn ban đêm.
Địa phương quân và nghĩa quân chịu nhiều thương vong trong chiến tranh Việt Nam, thương vong của lực lượng này chiếm 25% tổng số thương vong của toàn Quân lực Việt Nam Cộng hòa.

## Chỉ huy qua từng thời kỳ
| Stt | Họ và Tên                                       | Cấp bậc     | Chức vụ                 | Tại chức  | Chú thích |
| --- | ----------------------------------------------- | ----------- | ----------------------- | --------- | --- |
| 1   | Tôn Thất Trạch                                  | Đốc phủ sứ  | Tổng Giám đốc Bảo an    | 1955-1956 | |
| 2   | Trần Tử Oai Võ bị Tông Sơn Tây                  | Thiếu tướng | Tổng Giám đốc Bảo an    | 1956-1957 | Giải ngũ năm 1965 |
| 3   | Lê Khương                                       | Đại tá      | Tổng Giám đốc Bảo an    | 1957-1959 | Giải ngũ ở cấp Đại tá |
| 4   | Đặng Văn Quang Võ bị Huế K1                     | Trung tá    | Tổng Giám đốc Bảo an    | 1959-1960 | Sau cùng là Trung tướng Cố vấn An ninh Quốc gia                                                                                                   |
| 5   | Lâm Văn Phát Võ bị Liên quân Viễn Đông Đà Lạt   | Đại tá      | Tổng Giám đốc Bảo an    | 1960-1961 | Giải ngũ 1965 ở cấp Thiếu tướng. Ngày 29/4/1975 tái ngũ được thăng cấp Trung tướng giữ chức vụ Tư lệnh Biệt khu Thủ đô                            |
| 6   | Dương Ngọc Lắm Võ bị Liên quân Viễn Đông Đà Lạt | Đại tá      | Tổng Giám đốc Bảo an    | 1961-1964 | Giải ngũ năm 1964 ở cấp Thiếu tướng |
| 7   | Trần Ngọc Tám Võ bị Liên quân Viễn Đông Đà Lạt  | Trung tướng | Tư lệnh ĐPQ & NQ        | 1964-1965 | Giải ngũ năm 1974 |
| 8   | Trương Văn Xương Nội ứng Nghĩa đinh Cái Vồn     | Đại tá      | Chỉ huy trưởng ĐPQ & NQ | 1965-1966 | Nguyên là sĩ quan của Quân đội giáo phái Cao Đài, bắt đầu phục vụ Quân đội Quốc gia trong Quân đội Liên hiệp Pháp từ năm 1949. Giải ngũ cùng cấp. |
| 9   | Hoàng Gia Cầu Võ bị Móng Cái                    | Đại tá      | Chỉ huy trưởng ĐPQ & NQ | 1966-1968 | Là con trai Đại tá Vòng A Sáng (cựu Tư lệnh Sư đoàn 5 Bộ binh)                                                                                    |
| 10  | Nguyễn Văn Là Võ bị Tông Sơn Tây                | Trung tướng | Tư lệnh ĐPQ & NQ        | 1968-1972 | Kiêm Tổng tham mưu phó Bộ Tổng tham mưu |
| 11  | Nguyễn Văn Mạnh Võ bị Huế K1                    | Trung tướng | Tư lệnh ĐPQ & NQ        | 1972-1975 | nt |